# Irmina de Oeren

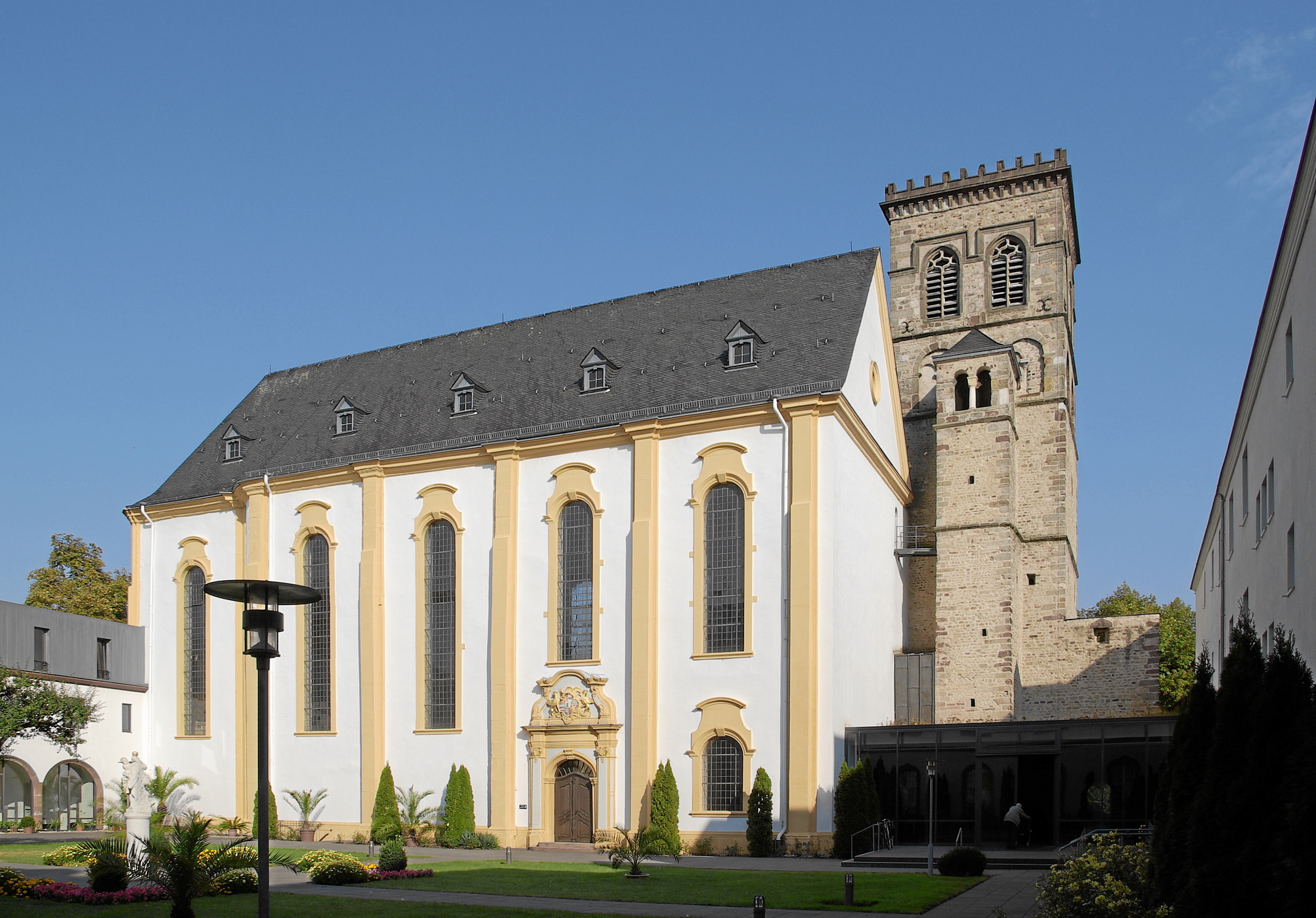
Vista actual del antiguo Convento de Santa Irmina (antes Oeren) en Trier

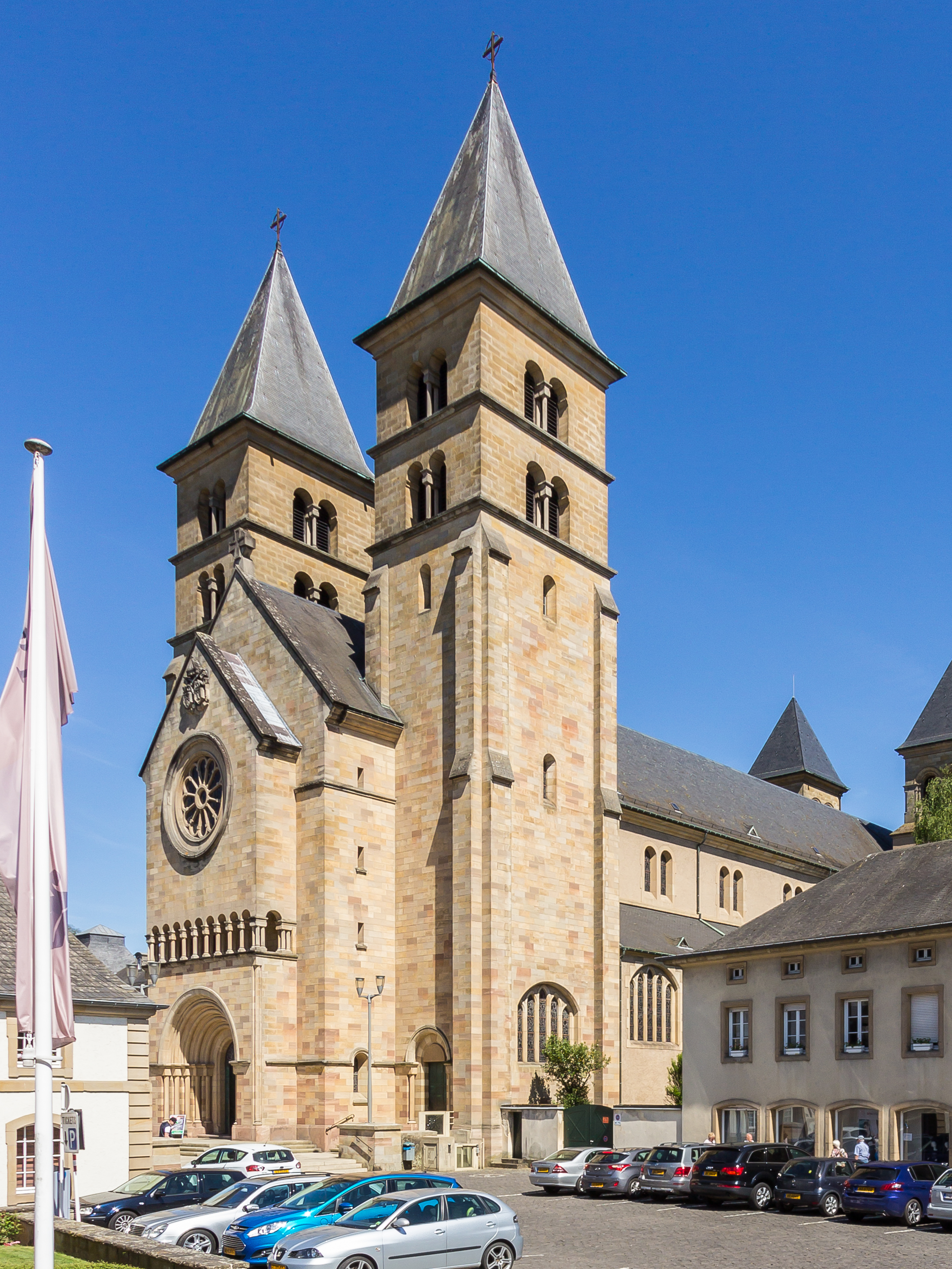
Iglesia del Monasterio De Echternach

Irmina de Oeren, también Irmina de Tréveris (f. 704/710), fue la esposa de Hugobert de la Familia de los Hugobertiner, probablemente Senescal y Palatino. Sus padres son desconocidos, aunque en el siglo XI comenzó la tradición en Tréveris de que era hija del rey merovingio Dagoberto I. Lo único seguro es que pertenecía a una de las familias más poderosas de Austrasia, que estaban estrechamente relacionados con los carolingios y que es una de los antepasados de Carlomagno.
Fue la madre de:
- Plectruda, 691/717, primera esposa de Pipino de Heristal y fundadora del Monasterio de Santa María del Capitolio en Colonia.
- Adela de Pfalzel (* 660; † en 735), fundadora del monasterio femenino de Pfalzel.
- Regintrud, después de la muerte de su primer marido se casó con el duque Teodeberto I de Baviera.
- Chrodelind
- Bertrada la Vieja (670- después de 721), fundadora de la Abadía de Prüm y madre del Conde Heriberto de Laon, padre de Bertrada de Laon, madre de Carlomagno .

Tras la muerte de su marido Hugobert, Irmina fue cofundadora del monasterio de Echternach en 697/698 con una donación, junto con Basinus, el obispo de Tréveris y su sobrino Liutwin, confiándolo al obispo de Utrecht Willibrord.
Fue la segunda Abadesa del monasterio femenino de Oeren (llamado originalmente de Santa María y más tarde rebautizado como Santa Irminen) en Tréveris. La tradición local la designa erróneamente como fundadora de este monasterio.
El monasterio se fundó, originalmente, entre los años 635 y 650, por el obispo Modoald en las instalaciones de los graneros romanos (horrea, que se convirtió más tarde en Oeren) en el botón de Mosela. La primera abadesa fue Modesta de Oeren, quien pertenecía a la nobleza austrasia y fue con Gertrudis de Nivelles amiga de Chlodulf, obispo de Metz.
Falleció entre 704 y 710.